# Scytodes canariensis
Scytodes canariensis är en spindelart som beskrevs av Jörg Wunderlich 1987. Scytodes canariensis ingår i släktet Scytodes och familjen spottspindlar.
Artens utbredningsområde är Kanarieöarna. Inga underarter finns listade i Catalogue of Life.